# Erdey László
Erdey László (Szeged, 1910. február 12. – Budapest, 1970. február 21.) kétszeres Kossuth-díjas magyar kémikus, vegyészmérnök, a kémiai tudományok doktora, a Magyar Tudományos Akadémia rendes tagja. Az analitikai kémia nagy hatású, újító szemléletű alakja volt, akinek nevéhez számos új elemzési eljárás kidolgozása fűződik, de legjelentősebb eredményei a termikus analízishez (pl. derivatográf) és az indikátorkutatáshoz (pl. kemilumineszcens indikátorok, aszkorbinometria) kötődnek.

## Életútja
Erdey Gyula vasúti alkalmazott és Weber Emília négy fiúgyermekének egyike. Általános és középiskoláit szülővárosában, Szegeden végezte, 1928-ban az országos középiskolai tanulmányi versenyen fizikából első díjat nyert. 1928-ban a budapesti Pázmány Péter Tudományegyetem fizika–kémia szakára iratkozott be, de kémiaprofesszorainak – Winkler Lajosnak, Gróh Gyulának és Buchböck Gusztávnak – köszönhetően érdeklődése csakhamar a vegyészet felé fordult. Kémia–fizika szakos tanári oklevelét 1933-ban szerezte meg. Pályája nehezen indult, az első években gyakran váltott munkahelyet. Egyéves kötelező katonai szolgálata után fél éven át, 1934–1935-ben a pénzügyminisztérium egyenesadó- és jövedékügyi csoportjának tisztviselője volt, majd 1935 szeptemberétől egy évig a Pázmány Péter Tudományegyetem kísérleti és fizikai kémiai intézetében volt díjtalan gyakornok. 1936 őszétől a Szabadalmi Bíróság alkalmazásában állt mint havidíjas tisztviselő, 1937 júniusától pedig az Országos Közegészségügyi Intézet tiszteletdíjas vegyészeként dolgozott.
1938 áprilisában summa cum laude eredménnyel megvédte bölcsészdoktori értekezését, s ennek köszönhetően Gróh Gyula még az év szeptemberében maga mellé vette második tanársegédnek a fővárosi tudományegyetem III. számú kísérleti és fizikai kémiai – 1939 után szervetlen és analitikai kémiai – tanszékére, ahol kisebb szünetekkel 1949-ig végezte az oktatómunkát. 1942-ig tanársegédként, majd 1943-tól 1949-ig adjunktusként oktatott a tanszéken. Egyidejűleg 1942 januárjától 1949-ig a Budapest Székesfővárosi Vegyészeti és Élelmiszer-vizsgáló Intézetben dolgozott, eleinte mint ideiglenes gyakornok, majd 1943-tól segédvegyészi, 1947-től pedig fővegyészi beosztásban. A második világháború éveiben, 1941 és 1944 között a munkájával párhuzamosan többször behívták katonai szolgálatra, amelyet a Magyar Királyi Honvéd Haditechnikai Intézet anyagvizsgálati laboratóriumában látott el. 1946-tól 1950-ig egyéb elfoglaltságai mellett kémiaórákat tartott a dolgozók akkor szervezett műszaki középiskolájában, 1948–1949-ben pedig meghívott előadóként tartott kémiai technológiai órákat a Pázmány Péter Tudományegyetemen.
1949 októberében kinevezték a Budapesti Műszaki Egyetemre szakelőadó intézeti tanárnak, 1950 márciusától haláláig pedig az általános és analitikai kémiai tanszék tanszékvezető egyetemi tanáraként irányította az oktató- és kutatómunkát. 1950–1951-ben ő volt az első az újonnan alakult vegyészmérnöki kar dékánjainak sorában. 1952-ben megkapta a kémiai tudományok doktora címet. Harmadik szívinfarktusa végzett vele.

## Munkássága
Fő kutatási területe az analitikai kémia volt, nemzetközi hírnevet szerzett többek között a termikus, térfogatos és súlyanalízis, a kromatográfia, a spektroszkópia, a fotometria, a radioanalitika és a polarográfia területén egyaránt. A térfogatos analízis módszertanába 1950-ben redukáló mérőoldatként bevezette az aszkorbinsavat. Az aszkorbinometria néven ismert analitikai eljárás lényege, hogy az erős redukálószerként ismert aszkorbinsav lehetővé teszi gyenge oxidálóanyagok meghatározását is. A hidrogén-peroxid bomlási reakciókinetikájára vonatkozó eredményei szintén jelentősek, ezek során ismerte fel és vezette be a fotometriai analitikába a meghatározott kémiai reakcióra fényt kibocsátó ún. kemilumineszcens indikátorokat (pl. lucigenin, luminol) és redoxiindikátorokat (pl. variaminkék). A termikus gravimetria továbbfejlesztésével kollégáival – Paulik Ferenccel és Paulik Jenővel – kidolgozta a több fizikai kémiai változó szimultán mérését lehetővé tevő derivatív termogravimetrikus eljárást. Eredményeik alapján 1954-ben kifejlesztették és szabadalmaztatták a hőhatásra bekövetkező anyagváltozásokat regisztráló derivatográfot. Az új analitikai mérőeszköz gyártása a Magyar Optikai Művekben indult meg, így a derivatográf világszerte elterjedhetett és napjainkig is alkalmazzák tudományos és ipari kutatóhelyeken egyaránt.
Mindemellett további jelentős tudományos eredményei között említendő, hogy kidolgozta az oldatos színképelemzés eljárásának részleteit, a lángfotometriás kalciumos titrálás módszerét, a Landolt-féle ún. órareakció analitikai alkalmazásának elméletét (komplexonometria). Behatóan foglalkozott mikroanalitikával is, módszereket dolgozott ki mikro- és nyomelemek kolorimetriás jelzésére és meghatározására (pl. timföld szennyeződéseinek, ritkaföldfémek és foszfátok kimutatása). 
Jelentős szerepet játszott a korszerű kémiai oktató- és kutatóhálózat fejlesztésében, közreműködött a műszeres analitikai szakmérnökképzés megszervezésében. Analitikai kémiai tankönyve 1945 és 1966 között nyolc kiadást ért meg. Szerkesztőbizottsági elnöke volt a Periodica Polytechnica és a Journal for Thermal Analysis, szerkesztőbizottsági tagja a Magyar Kémiai Folyóirat szaklapoknak, továbbá regionális szerkesztője a Radioanalytical Chemistry című nemzetközi folyóiratnak. Pályája során mintegy 350 tanulmánya és írása jelent meg belföldi és külföldi szaklapokban.

### Társasági tagságai és elismerései
1951-ben a Magyar Tudományos Akadémia levelező, 1955-ben rendes tagjává választották, elnökként vezette a szervetlen és analitikai kémiai bizottság munkáját, 1951-től 1959-ig pedig az MTA VII. kémiai tudományok osztályának titkári tisztségét töltötte be. 1959-től tiszteleti tagja volt a Nemzetközi Elméleti és Alkalmazott Kémiai Szövetségnek, egyúttal vezetőségi tagja analitikai kémiai tagozatának. Tiszteleti tagjai sorába választotta a francia Ipari Kémiai Társaság (SCI, 1959), a Csehszlovák Kémiai Társaság (ČSCH, 1967), valamint a Német Demokratikus Köztársaság Kémiai Társasága (CG). Rendes tagja volt az Osztrák Mikrokémiai Társaságnak (ÖGM).
Az aszkorbinsavnak a kémiai analízisben való alkalmazására vonatkozó vizsgálataiért 1951-ben elnyerte a Kossuth-díj ezüst fokozatát. 1958-ban ismét átvehette a díj második fokozatát, ezúttal az analitikai kémia területén végzett indikátorkutatásával elért eredményeiért. Emellett díjazottja volt a Magyar Népköztársasági Érdemrend ötödik fokozatának (1950), a Munka Érdemrendnek (1955, 1960) és a Munka Érdemrend arany fokozatának (1969).

### Főbb művei
- Amalgámelektródok vizsgálata „saját ionos” és „idegen ionos” oldatokban. Budapest: Sárkány ny. 1938.
- Bevezetés a kémiai analízisbe I–II. Budapest: Egyetemi ny. 1945–1947.
- Analitikai gyakorlatok. Budapest: Jegyzetsokszorosító. 1951.
- A kémiai analízis súly szerinti módszerei I–III. Budapest: Akadémiai. 1960.  
  - Angolul: Gravimetric analysis I–III. Oxford: Pergamon Press. 1963–1965.  
  - Németül: Theorie und Praxis der gravimetrischen Analyse I–III. Budapest: Akadémiai. 1964.
- A gravimetria mint a kémiai analízis alapja. Budapest: Akadémiai. 1970.   (Pálos Lászlóval)
- Ascorbinometric titrations. Budapest: Akadémiai. 1973.   (Svehla Gyulával)